# Porroglossum actrix
Porroglossum actrix är en orkidéart som beskrevs av Carlyle August Luer och Rodrigo Escobar. Porroglossum actrix ingår i släktet Porroglossum och familjen orkidéer. Inga underarter finns listade i Catalogue of Life.